# Beethovenausstellung (1902)
Die Beethovenausstellung erfolgte vom 15. April bis 15. Juni 1902 als 14. Ausstellung der Wiener Secession. Entsprechend der Idee vom Gesamtkunstwerk gruppierte Josef Hoffmann um eine Beethovenstatue von Max Klinger die Werke von 20 Künstlern. Prominent vertreten war Gustav Klimts Beethovenfries.

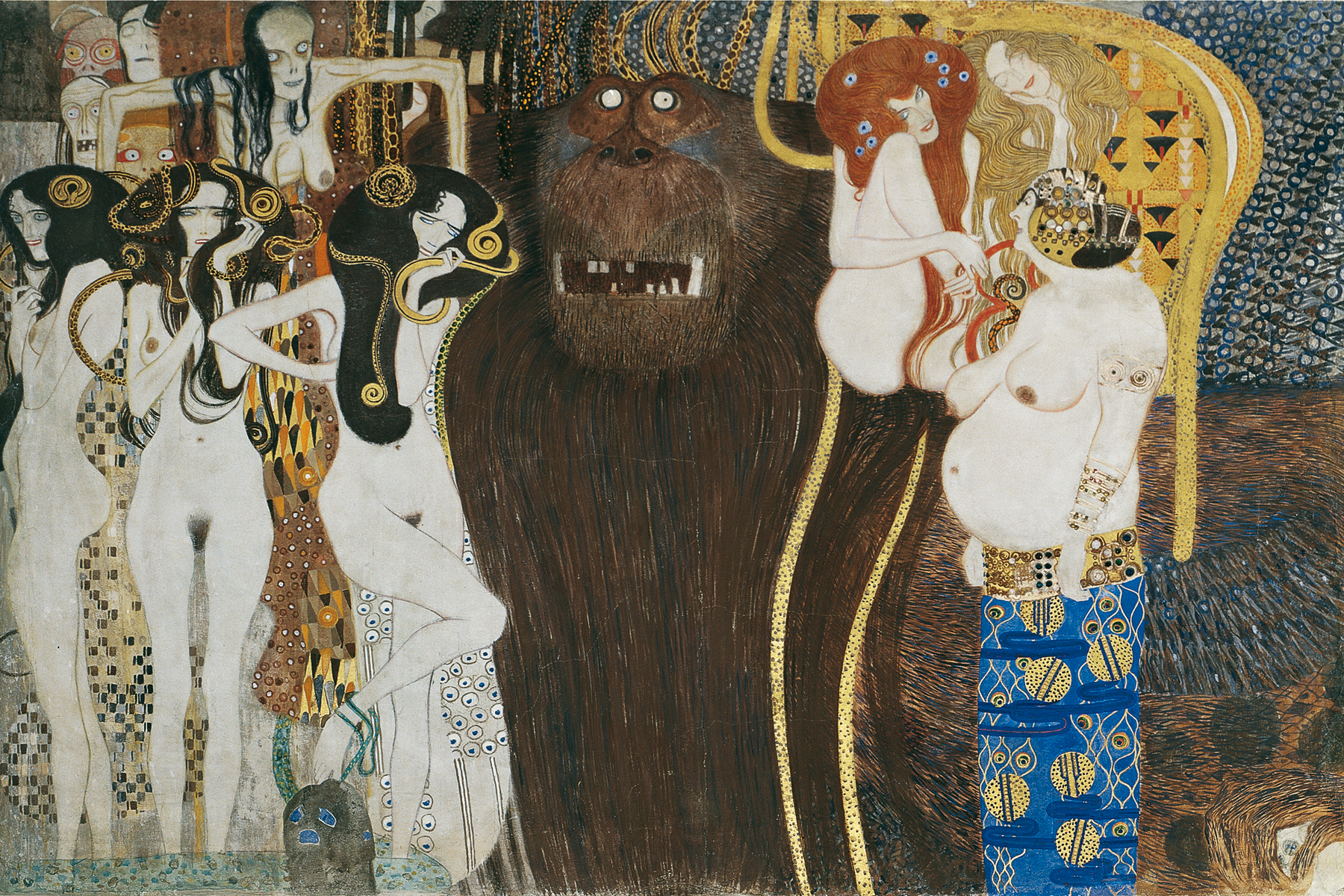
Die kontroverse Schmalseite

Klimts Fries illustrierte Richard Wagners Interpretation von Beethovens 9. Sinfonie. Die drei bemalten Wände bildeten eine zusammenhängende Erzählung. Auf der langen Wand zur Linken wurde laut Katalog die Sehnsucht nach dem Glück dargestellt, die Leiden der schwachen Menschheit, aber auch der sie verteidigende Ritter, motiviert durch Mitleid und Ehrgeiz. Die Schmalwand bebilderte die „feindlichen Gewalten“, symbolisiert durch den affenartigen Giganten Typhoeus und seine Töchter, die drei Gorgonen (Krankheit, Wahnsinn, Tod). Die zweite Langwand illustrierte die Stillung der Sehnsucht nach dem Glück durch die Poesie (die Frauengestalt mit der Leier), und die Künste führen in das „ideale Reich“ hinüber.
Vor allem die Darstellungen der Schmalseite lösten in der Öffentlichkeit Kontroversen aus. Man warf Klimt Obszönität vor, kritisierte die Figuren von Krankheit, Wahnsinn, Tod und jene des Nagenden Kummers als „Wahngebilde“, „pathologische Szenen“ und „schamlose Karikaturen der edlen Menschengestalt“, und verwarf die laszive Erotik der Gorgonen und die Darstellungen der Wollust und Unkeuschheit als „gemalte Pornographie“. Es gab auch begeisterte Zustimmung. Der Streit um den Beethovenfries steht in Zusammenhang zum 1900 anlässlich der siebten Ausstellung der Wiener Secession ausgebrochenen Streit um die Fakultätsbilder der Universität Wien.